# Filler (plastikkirurgi)
Filler kallas inom plastikkirurgi en substans som placeras under huden för att fylla ut och sträcka den överliggande huden på ett sätt som motverkar rynkor. Fillers består typiskt av icke-animalisk hyaluronsyra och exempel på kommersiella produkter är Juvéderm och Restylane.